# بانوی اول افغانستان
بانوی اول افغانستان عنوانی است که به همسر رئیس‌جمهور افغانستان نسبت داده می‌شد. رولا غنی، همسر اشرف غنی احمدزی، آخرین بانوی اول افغانستان بوده است.

## فهرست بانوان اول افغانستان
| Nº | تصویر        | بانوی اول  | تولد | ازدواج       | رئیس‌جمهور      | آغاز دوره       | پایان دوره    | سن زمان شروع دوره | مرگ  |
| -- | ------------ | ---------- | ---- | ------------ | -------------- | --------------- | ------------- | ----------------- | ---- |
| ۱  |              | زینب خاتون | ۱۹۱۷ | سپتامبر ۱۹۳۴ | محمد داوود خان | ۱۷ ژوئیه ۱۹۷۳   | ۲۸ آوریل ۱۹۷۸ | ۵۵–۵۶             | ۱۹۷۸ |
| ۲  |              | فتانه نجیب | ۱۹۵۳ |              | محمد نجیب‌الله  | ۳۰ سپتامبر ۱۹۸۷ | ۱۶ آوریل ۱۹۹۲ | 1                 | -    |
| ۳  | Zenat Karzai | زینت کرزی  | ۱۹۷۰ | ۱۹۹۹         | حامد کرزی      | ۲۰۰۱            | ۲۰۱۴          | 31                | -    |
| ۴  | Rula Saadah  | رولا غنی   | ۱۹۴۸ | ۱۹۷۵         | محمداشرف غنی   | ۲۰۱۴            | ۱۵ اوت ۲۰۲۱   | 64                | -    |